# 4587 Rees
4587 Rees este un asteroid din grupul Amor, descoperit pe 30 septembrie 1973 de Cornelis van Houten și Tom Gehrels.